# Sant Feliu de Diana
L'església de Sant Feliu de Diana  es troba al veïnat de Diana, situat a la part septentrional del terme de Sant Jordi Desvalls, a una dos quilòmetres d'aquesta població.

## Història
L'església no apareix esmentada en cap document. A lloc on s'alça avui dia, hi havia un temple pagà dedicat a la deessa Diana. Segons afirma l'arqueòleg Dr. Josep Maria Nolla i Brufau (Universitat de Girona),la dedicació de l'actual església a Sant Feliu Africà, un dels sants màrtirs més antics venerats, fa suposar la conversió al culte cristià d'un temple pagà.

## Arquitectura
És un senzill edifici format per una nau rectangular, pràcticament una sala, coberta amb volta de canó, sense absis diferenciat i amb el presbiteri assenyalat només per un graó al paviment, i una finestra de doble esqueixada al mur de migdia. Es pot pensar que l'església, tant simple, no tenia absis però no es pot descartar del tot que les reformes posteriors no l'haguessin mutilada. La porta, d'arc adovellat, de dovelles irregulars, s'obre a la façana de ponent; damunt hi ha una finestra d'una esqueixada que sembla fruit d'una reforma i un campanar d'espadanya d'un sol ull, d'arc apuntat i coronat per una petita creu de ferro, de construcció clarament posterior a l'època romànica. L'aparell és pràcticament tot de reble de blocs sense treballar, units amb morter de calç, en filades molt irregulars, reforçades als angles per carreus més grossos i regulars. L'interior es presenta sense cap ornament, murs arrebossats i emblanquinats igual que la coberta. A banda i banda de l'altar hi ha dos petits nínxols en el mur, els quals contenen escultures posteriors. Es fa difícil establir una datació precisa per aquest edifici que podria pertànyer a qualsevol moment. No obstant, certs detalls fan pensar que es tracta d'una obra rústica, probablement construïda dins el segle xi, però fora dels corrents estilístics i constructius de la seva època.

### Cancell d'Altar
Procedent de Sant Feliu de Diana, actualment es troba al Museu d'Art de Girona, Inventari núm 10, catàleg : Museu Diocesà núm 1662 i data d'ingrés del 7 d'abril de 1979. Una ara d'altar que era un fragment de cancell esculpit en pedra amb relleu de tipus preromànic, d'època visigòtica. Datada al segle x, presenta unes mides de 96 X 51 X 7 cm.